# Longnan (Ganzhou)

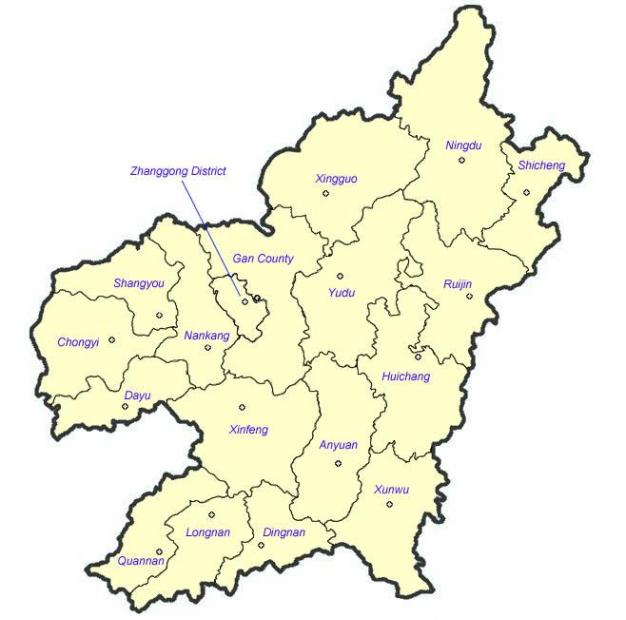
Lage von Longnan im Verwaltungsgebiet von Ganzhou

Der Kreis Longnan (chinesisch 龙南县, Pinyin Lóngnán Xiàn) ist ein Kreis der bezirksfreien Stadt Ganzhou in der Provinz Jiangxi der Volksrepublik China. Er hat eine Fläche von 1.640,55 km² und zählt 300.301 Einwohner (Stand: Zensus 2010). Sein Hauptort ist die Großgemeinde Longnan (龙南镇).

## Administrative Gliederung
Auf Gemeindeebene setzt sich der Kreis aus acht Großgemeinden und fünf Gemeinden zusammen. 